# Cochlochila
Cochlochila is een geslacht van wantsen uit de familie van de Tingidae (Netwantsen). Het geslacht werd voor het eerst wetenschappelijk beschreven door Carl Stål in 1873.

## Soorten
Het genus bevat de volgende soorten:

- Cochlochila adenana Drake, 1957
- Cochlochila aemula Drake, 1958
- Cochlochila ampliata Duarte Rodrigues, 1982
- Cochlochila austroafricana Duarte Rodrigues, 1982
- Cochlochila bamendana Duarte Rodrigues, 1982
- Cochlochila bequaerti Schouteden, 1916
- Cochlochila bullita (Stål, 1873)
- Cochlochila capeneri Drake & Slater, 1955
- Cochlochila conchata (Matsumura, 1913)
- Cochlochila dispar Duarte Rodrigues, 1982
- Cochlochila exolenta Drake, 1957
- Cochlochila fiziana Duarte Rodrigues, 1979
- Cochlochila holtzschuhi Stusák, 1989
- Cochlochila ituriensis Schouteden
- Cochlochila kilimensis Horváth, 1910
- Cochlochila lewisi (Scott, 1880)
- Cochlochila londti Duarte Rodrigues, 1976
- Cochlochila longispinosa Duarte Rodrigues, 1982
- Cochlochila minuscula Duarte Rodrigues, 1982
- Cochlochila multipilosa Duarte Rodrigues, 1982
- Cochlochila naivashae Drake
- Cochlochila nemesiae Duarte Rodrigues, 1982
- Cochlochila nigrinervis Duarte Rodrigues, 1979
- Cochlochila nilgiriensis (Distant, 1903)
- Cochlochila theroni Duarte Rodrigues, 1982
- Cochlochila yemenana Drake
- Cochlochila zetana Drake, 1954